# Comuna Bogdana, Vaslui
Bogdana este o comună în județul Vaslui, Moldova, România, formată din satele Arșița, Bogdana (reședința), Fântâna Blănarului, Găvanu, Lacu Babei, Plopeni, Similișoara, Suceveni și Verdeș.

## Așezare
Comuna este situată în partea de sud-est a județului. Comuna se află la o distanță de 24 km de municipiul Vaslui, prin localitățile Lipovăț și Muntenii de Jos și la 64 de kilometri distanță de municipiul Bârlad.

## Demografie
Componența etnică a comunei Bogdana
     Români (94,44%)
     Alte etnii (0%)
     Necunoscută (5,56%)
Componența confesională a comunei Bogdana
     Ortodocși (94,36%)
     Alte religii (0,08%)
     Necunoscută (5,56%)
Conform recensământului efectuat în 2021, populația comunei Bogdana se ridică la 1.313 locuitori, în scădere față de recensământul anterior din 2011, când fuseseră înregistrați 1.602 locuitori. Majoritatea locuitorilor sunt români (94,44%), iar pentru 5,56% nu se cunoaște apartenența etnică. Din punct de vedere confesional, majoritatea locuitorilor sunt ortodocși (94,36%), iar pentru 5,56% nu se cunoaște apartenența confesională.

## Istorie
La sfârșitul secolului al XIX-lea, comuna făcea parte din plasa Simila a județului Tutova și era alcătuită din satele Bogdana de Sus, Bogdana de Jos, Fântâna Blănarului, Similișoara și Suceveni, cu o populație de 1972 de locuitori. În comună funcționa o școală de băieți și trei biserici.
Anuarul Socec din 1925 consemnează deja contopirea satelor Bogdana de Sus și Bogdana de Jos, într-un singur sat Bogdana. Comuna continuă să facă parte din aceiași plasă, alipindu-se și satul Găvanu, cu o populație de 3050 de locuitori. În 1931, după reorganizarea comunelor rurale și urbane, comunei îi se alipesc satele Lacu Babei, Verdeș, Ursari și Arșița.
În 1950, s-a renunțat la județe, iar România a fost raionizată pe model sovietic după venirea regimului comunist, comuna fiind încorporată în regiunea Bârlad, iar în anul 1956, după desființarea regiunii, a fost mutată în regiunea Iași, urmând ca în anul 1964, satul Ursari să primească de Plopeni.
În anul 1968, comuna trece la județul Vaslui, după reîntoarcerea la organizarea pe județe, având structura actuală.

## Politică și administrație
Comuna Bogdana este administrată de un primar și un consiliu local compus din 9 consilieri. Primarul, Vasilică Barbu[*], de la Partidul Național Liberal, este în funcție din 2004. Începând cu alegerile locale din 2024, consiliul local are următoarea componență pe partide politice:
|  | Partid                          | Consilieri | Componența Consiliului | Componența Consiliului | Componența Consiliului | Componența Consiliului | Componența Consiliului |
|  | ------------------------------- | ---------- | ---------------------- | ---------------------- | ---------------------- | ---------------------- | ---------------------- |
|  | Partidul Național Liberal       | 5          |                        |                        |                        |                        |                        |
|  | Partidul Social Democrat        | 2          |                        |                        |                        |                        |                        |
|  | Uniunea Salvați România         | 1          |                        |                        |                        |                        |                        |
|  | Alianța pentru Unirea Românilor | 1          |                        |                        |                        |                        |                        |

## Personalități născute aici
- Mihai Pamfil (n. 1953), artist plastic, profesor universitar la Universitatea de Arte „George Enescu” din Iași